# Amt Neuhardenberg
Amt Neuhardenberg är ett kommunalförbund i Landkreis Märkisch-Oderland i förbundslandet Brandenburg i östra Tyskland. I kommunalförbundet ingår tre kommuner, huvudorten Neuhardenberg samt Gusow-Platkow och Märkische Höhe, med en sammanlagd befolkning på 4 275 invånare (år 2013).

## Kommuner
I amtet ingick ursprungligen nio kommuner, som genom sammanslagningar fram till 2003 blev tre kommuner:
- Gusow-Platkow med orterna Gusow och Platkow
- Märkische Höhe med orterna Batzlow, Reichenberg och Ringenwalde
- Neuhardenberg med orterna Altfriedland, Wulkow bei Trebnitz och Quappendorf